# Dichromodes
Dichromodes is een geslacht van vlinders van de familie spanners (Geometridae), uit de onderfamilie Oenochrominae.

## Soorten
- D. aesia Turner, 1930
- D. ainaria Guenée, 1858
- D. anelictis Meyrick, 1890
- D. angasi Felder, 1875
- D. aristadelpha Lower, 1903
- D. atrosignata Walker, 1861
- D. berthoudi Prout, 1910
- D. capnoporphyra Turner, 1939
- D. compsotis Meyrick, 1890
- D. confluaria Guenée, 1857
- D. consignata Walker, 1861
- D. cynica Meyrick, 1911
- D. denticulata Turner, 1930
- D. diffusaria Guenée, 1858
- D. disputata Walker, 1861
- D. emplecta Turner, 1930
- D. estigmaria Walker, 1861
- D. euprepes Prout, 1910
- D. euscia Meyrick, 1890
- D. explanata Walker, 1861
- D. exsignata Walker, 1861
- D. galactica Turner, 1930
- D. gypsotis Meyrick, 1888
- D. haematopa Turner, 1906
- D. icelodes Turner, 1930
- D. ida Hudson, 1905
- D. implicata Goldfinch, 1944
- D. indicataria Walker, 1866
- D. ioneura Meyrick, 1890
- D. ischnota Meyrick, 1890
- D. lechria Turner, 1943
- D. leptogramma Turner, 1930
- D. leptozona Turner, 1930
- D. limosa Turner, 1930
- D. lissophrica Turner, 1930
- D. longidens Prout, 1910
- D. loxotropha Turner, 1943
- D. lygrodes Turner, 1930
- D. lygrophanes Turner, 1943
- D. mesogonia Prout, 1910
- D. mesondonta Turner, 1930
- D. mesoporphyra Turner, 1939
- D. mesotoma Turner, 1943
- D. mesozona Prout, 1910
- D. molybdaria Guenée, 1858
- D. niger Butler, 1877

- D. obtusata Walker, 1861
- D. odontias Meyrick, 1890
- D. ophiucha Meyrick, 1890
- D. orectis Meyrick, 1890
- D. oriphoetes Turner, 1930
- D. ornata Walker, 1861
- D. orthogramma Lower, 1894
- D. orthotis Meyrick, 1890
- D. orthozona Lower, 1903
- D. paratacta Meyrick, 1890
- D. partitaria Walker, 1866
- D. perinipha Lower, 1915
- D. personalis Felder, 1875
- D. phaeoxesta Turner, 1939
- D. poecilotis Meyrick, 1890
- D. raynori Prout, 1920
- D. rimosa Prout, 1910
- D. rostrata Turner, 1930
- D. rufilinea Turner, 1939
- D. rufula Prout, 1910
- D. scothima Prout, 1910
- D. semicanescens Prout, 1913
- D. sigmata Walker, 1861
- D. simpla Goldfinch, 1944
- D. simulans Hudson, 1928
- D. sphaeriata Felder, 1875
- D. stilbiata Guenée, 1858
- D. subrufa Turner, 1939
- D. triglypta Lower, 1908
- D. triparata Walker, 1861
- D. tritospila Turner, 1943
- D. typhistis Turner, 1939
- D. uniformis Bastelberger, 1907
- D. usurpatrix Prout, 1910